# Jeanne Caroline van Lanschot Hubrecht
Jeanne Caroline van Lanschot Hubrecht (Breda, 18 juni 1865 - Amsterdam, 2 oktober 1918) was een Nederlandse verpleegster die zich actief inzette voor het verbeteren van de positie van de verpleegkundigen. Ook was zij voorvechtster van het vrouwenkiesrecht. 

## Biografie
Van Lanschot Hubrecht kreeg bij haar geboorte de voornamen Alexandrine Caroline. Bij rechterlijk vonnis werd Alexandrine gewijzigd in Jeanne. Zij heeft haar verpleegkundige opleiding waarschijnlijk gevolgd in Lausanne, Zwitserland.
In 1900 was de vakbond Nosokómos opgericht, de Nederlandse Vereniging tot Bevordering van de Belangen van Verpleegsters en Verplegers. Van Lanschot Hubrecht was secretaris van deze vereniging van 1904 tot 1905. Nosokómos zette zich in voor de rechten van verpleegkundigen, verbetering van de arbeidsomstandigheden en een verhoging van het loon. Van Lanschot Hubrecht had een leidende rol in de ontwikkeling van een pensioenfonds en een centraal bureau voor particuliere verpleging. Tevens kwam er onder haar leiding een eigen tijdschrift tot stand. In 1907 nam zij deel aan de delegatie die het voor elkaar kreeg dat Nosokómos lid werd van de International Council of Nurses (ICN). Van Lanschot Hubrecht was daarna ook actief bij het ICN, eerst als secretaresse (1909) en daarna als voorzitter (1910). Van 1912 tot 1916 vervulde zij de functie van presidente van Nosokómos. 
Van Lanschot Hubrecht maakte zich sterk voor goede en betaalbare opleidingen voor verpleegkundigen. Zij pleitte voor meer bemoeienis door de overheid, zoals het instellen van staatsopleidingen en staatsexamens.
Naast haar werk door de vakbond, zette Van Lanschot Hubrecht zich ook in voor het vrouwenkiesrecht. Ze werkte samen met haar vriendin Aletta Jacobs en zat in het hoofdbestuur van de Vereeniging voor Vrouwenkiesrecht als Tweede Secretaris.
Tijdens de Eerste Wereldoorlog was Van Lanschot Hubrecht openlijk voorvechtster van vrede. Haar voorstel om te stoppen met het verstrekken van medische hulp teneinde de oorlog een halt toe te roepen, werd binnen de medische wereld echter niet gewaardeerd. Zij was penningmeester van het Internationale Comité van Vrouwen voor duurzamen Vrede.
Van Lanschot Hubrecht overleed in 1918 in de particuliere kliniek Knol te Amsterdam. Zij leed al enige tijd aan een zwakke gezondheid. Uiteindelijk bezweek ze waarschijnlijk aan de gevolgen van de Spaanse griep. Zij werd begraven op Zorgvlied. Nosokómos richtte in 1919 uit het legaat dat zij de vakbond naliet een propagandafonds op dat de naam van Van Lanschot Hubrecht droeg.